# Caramanh
|  | Aquest article tracta sobre el municipi de l'Alta Garona. Si cerqueu el municipi de la Fenolleda, vegeu «Caramany». |

Caramanh (occità) o Caraman (francès) és un municipi occità del Lauragués, al Llenguadoc, situat al departament de l'Alta Garona, a la regió Occitània.

## Monuments

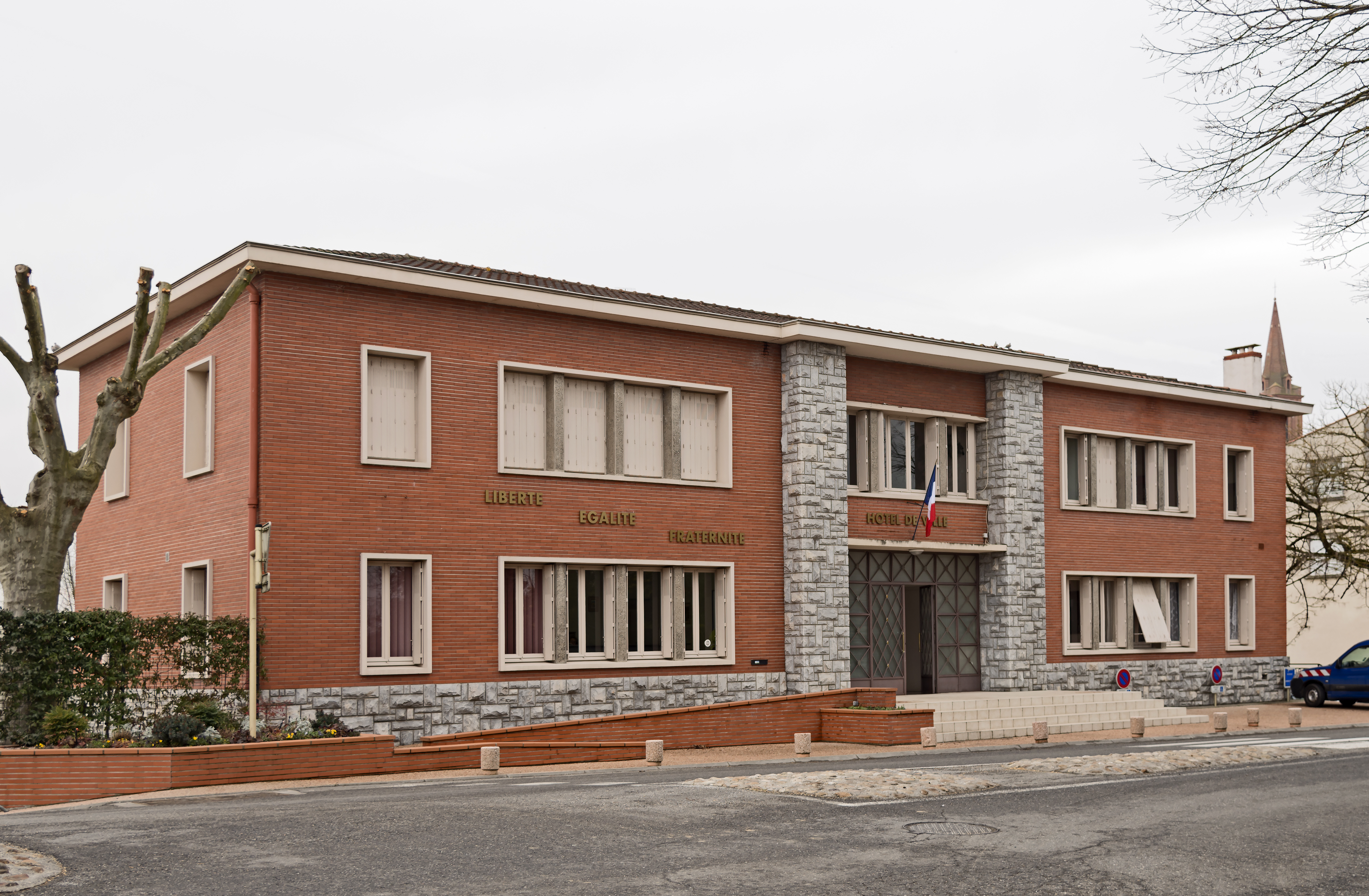
Ajuntament
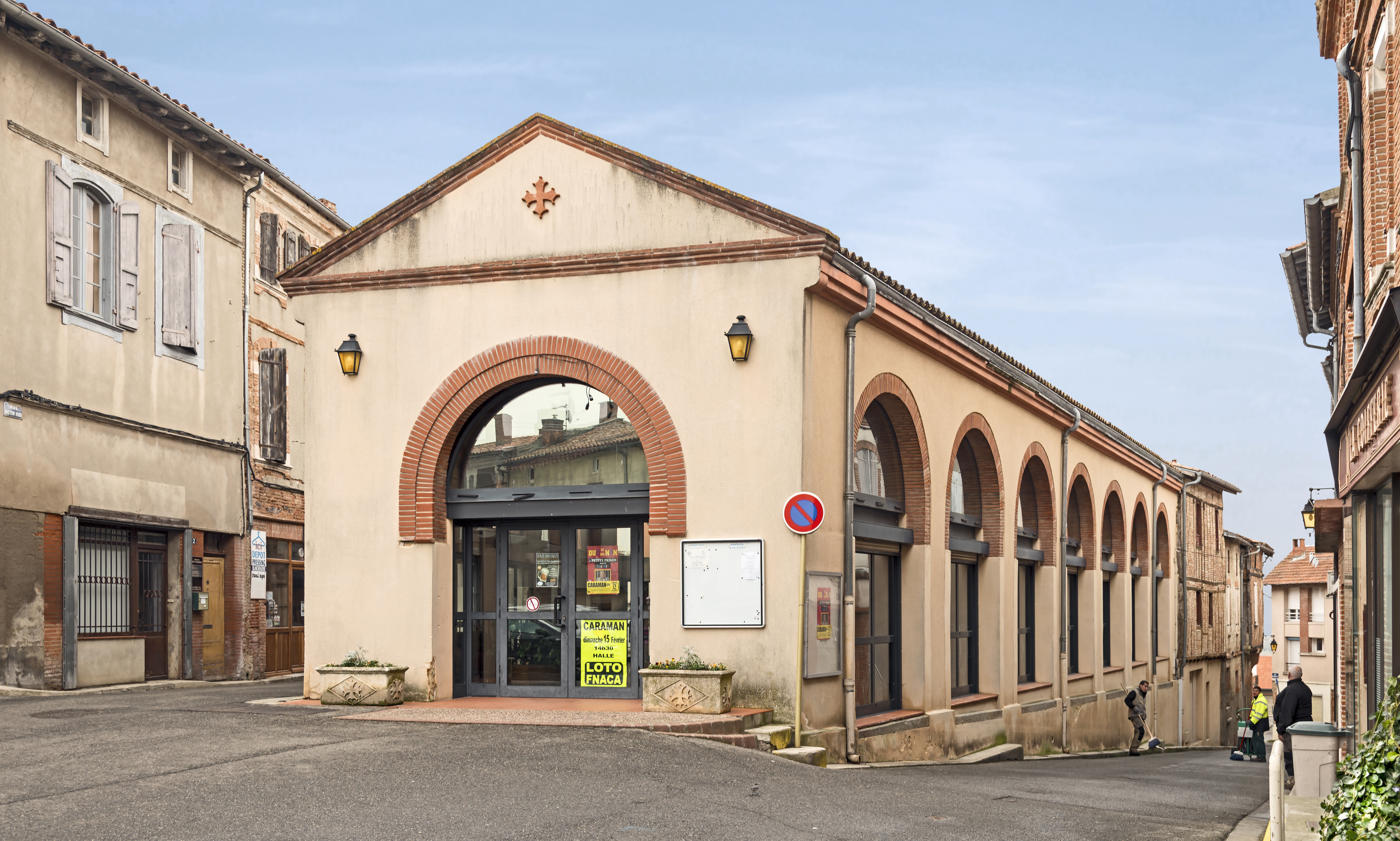
El mercat cobert.
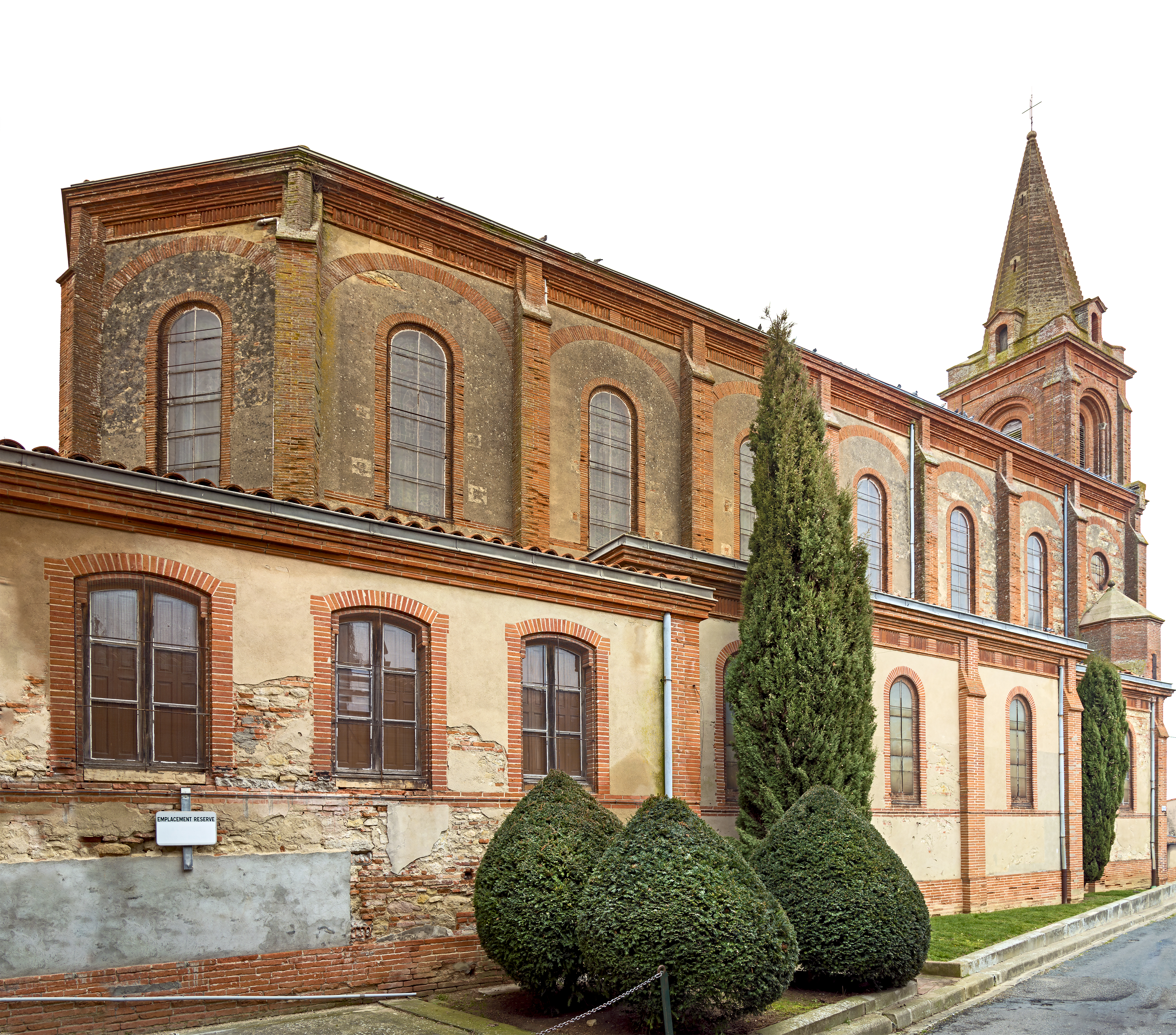
L'església Saint-Pierre
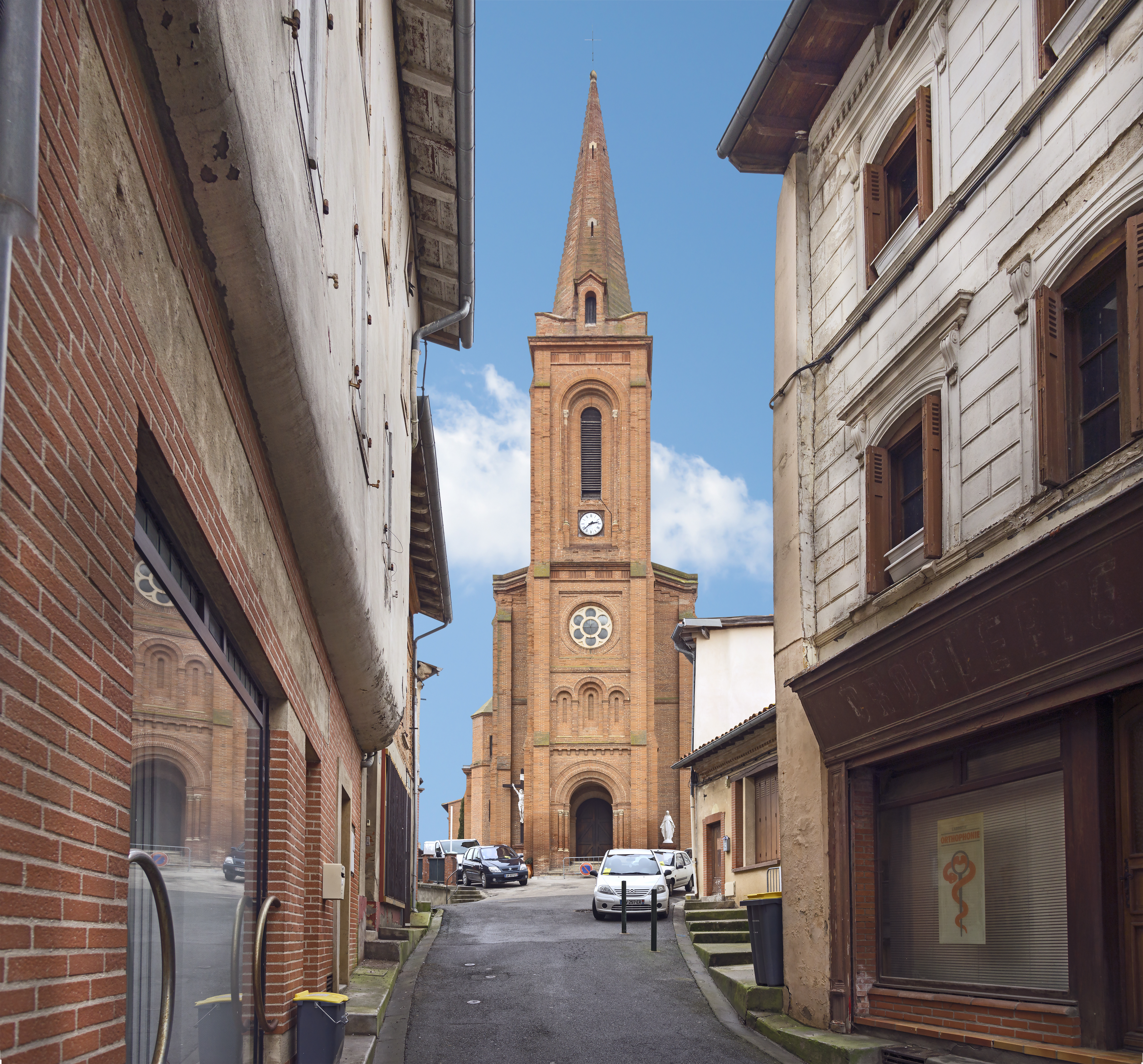
Façana de l'església
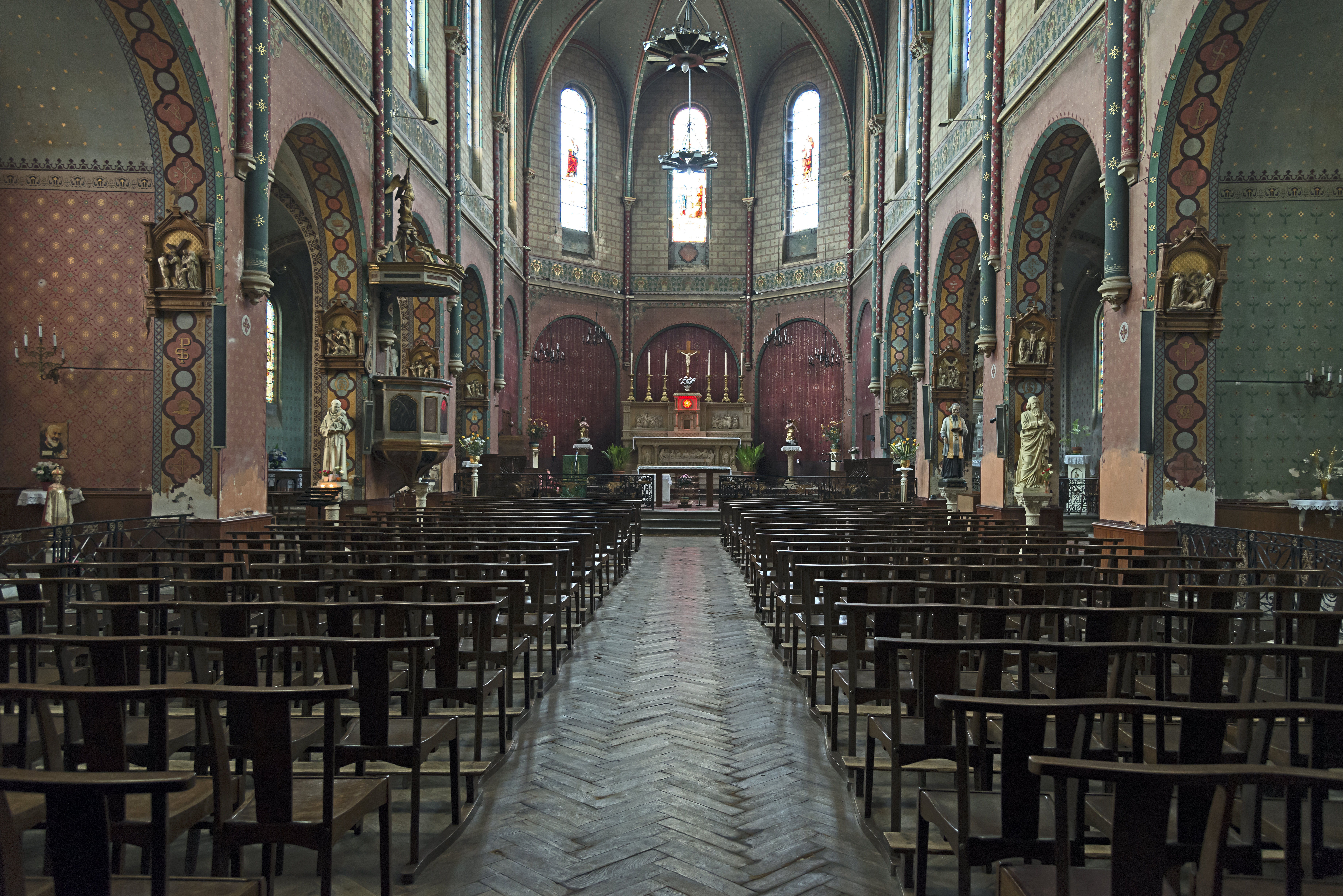
La Nau.
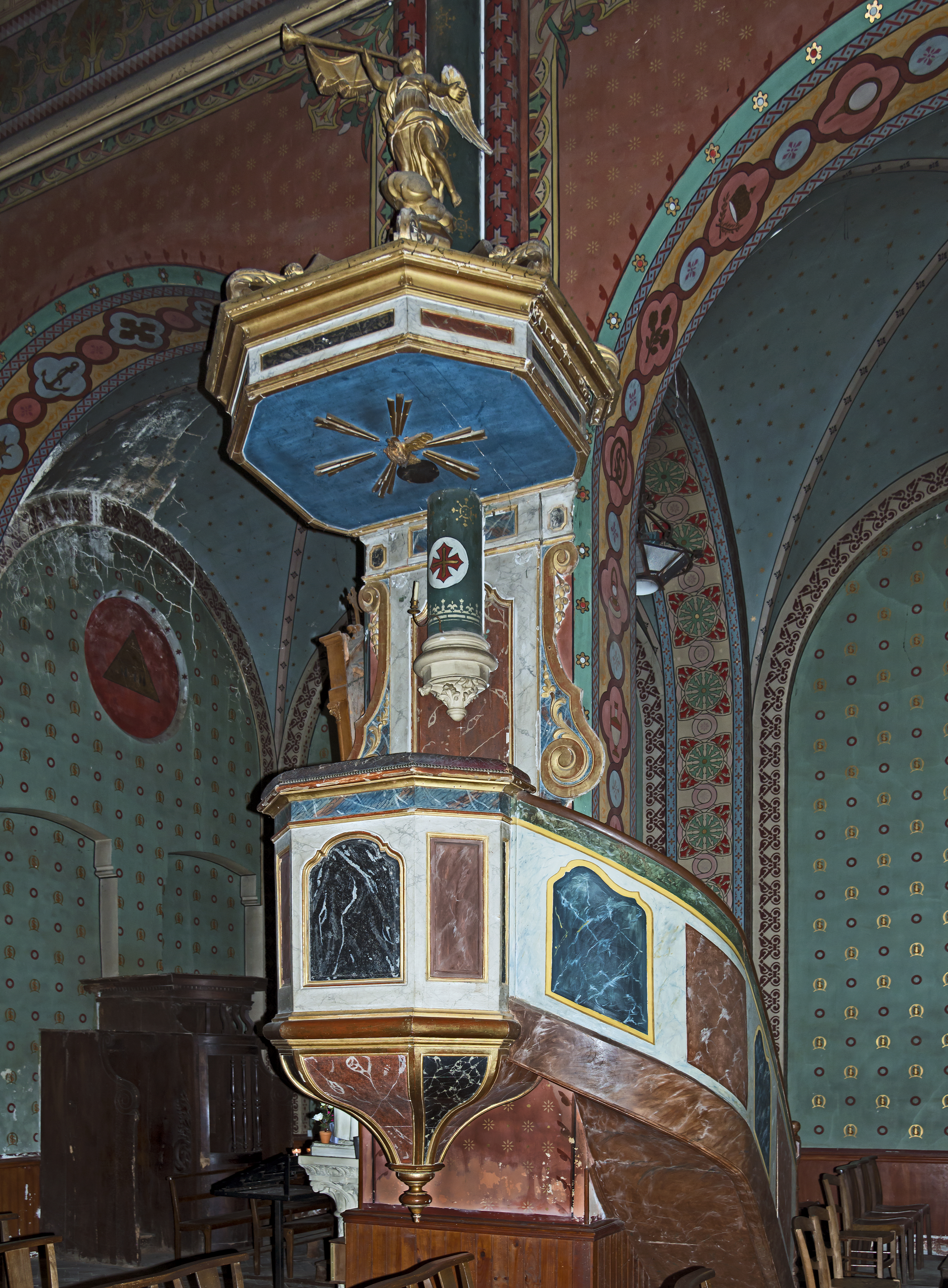
El púlpit